# Elisa Spiropali
Elisa Spiropali (ur. 15 marca 1983 w Tiranie) – albańska polityk, członek Socjalistyczna Partia Albanii, minister stanu ds. stosunków z parlamentem w drugim i trzecim rządzie Ediego Ramy. 

## Życiorys
Elisa Spiropali urodziła się 15 marca 1983 r. w Tiranie. Uczyła się w szkole średniej Gjimnazi „Qemal Stafa” w Tiranie, a następnie w Lester B. Pearson United World College of the Pacific (Pearson College UWC) w Vancouver w Kanadzie. W 2001 r. rozpoczęła studia na Mount Holyoke College w Massachusetts, w USA. W 2005 r. ukończyła studia na dwóch kierunkach i uzyskała tytuły Bachelor of Economics i Bachelor of Politics. W ramach wymiany spędziła jeden semestr w Mount Holyoke College University w Buenos Aires. W 2007 r. otrzymała stypendium OSI Chevening Scholarship Programs, dzięki któremu studiowała europejską politykę gospodarczą na Uniwersytecie Sussex w Wielkiej Brytanii.

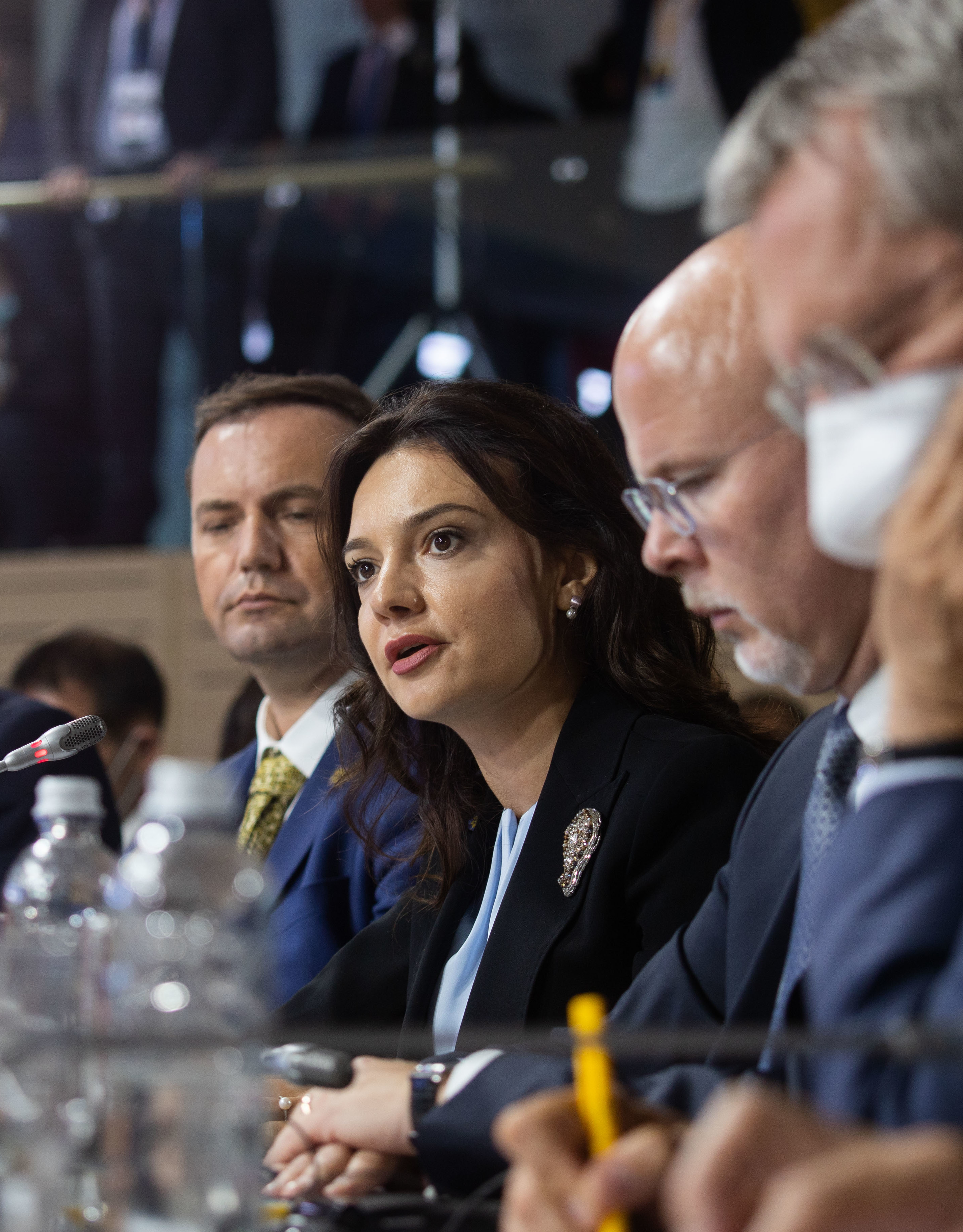
Elisa Spiropali podczas szczytu Platformy Krymskiej w 2021

W 2009 r. została członkiem Socjalistycznej Partii Albanii. Kandydowała na posła Zgromadzenia Albanii w wyborach w 2009 r., a następnie została wybrana przewodniczącą Forum Młodych Socjalistycznej Partii Albanii (FRESSH) i członkiem Zgromadzenia Narodowego Socjalistycznej Partii Albanii. Pełniła również funkcję sekretarza ds. młodzieży radnego miejskiego w Tiranie i funkcję rzeczniczki Prezydencji Partii Socjalistycznej. Od października 2013 r. do marca 2015 r. Spiropali była dyrektorem Generalnym Urzędu Celnego.
W wyborach parlamentarnych w 2017 r. została wybrana na zastępcę regionu Korcza, natomiast w 2021 r. została wybrana na członka Zgromadzenia Republiki Albanii w regionie Tirany. W latach 2017–2019 była wiceprzewodniczącą socjalistycznej grupy parlamentarnej i wiceprzewodniczącą komisji pracy, spraw społecznych i zdrowia. Od stycznia 2019 r. jest minister stanu ds. stosunków z parlamentem w drugim i trzecim rządzie Ediego Ramy. 

## Życie prywatne
Elisa Spiropali jest mężatką i ma dwoje dzieci, Naltę i Kren.